# Lijst van gouverneurs van Britannia
Dit is een onvolledige lijst van Gouverneurs van Romeins Britannia. Britannia was in de Romeinse tijd een consulaire provincie. Dat betekent dat een gouverneur van Romeins Britannia eerst consul van Rome moest geweest zijn voordat hij in Britannia kon regeren. De consulaire rang kon worden bereikt als consul suffectus of ordinarius. Een aantal gouverneurs was consul ordinarius geweest. Zij komen ook voor op de lijst van Romeinse consuls tijdens het Keizerrijk. Latere gouverneurs konden ook van lagere, ridderlijke rang zijn.
Niet alle gouverneurs werden door Romeinse geschiedschrijvers vereeuwigd. Van een aantal komt het bewijs uit epigrafie of van andere bronnen, zoals de Vindolanda-brieven. Na het terugroepen van Gnaeus Julius Agricola in 84 kunnen de ambtstermijnen van de gouverneurs alleen indirect worden afgeleid. Anderen zijn onbekend en tegen de tijd van de splitsing van Britannia rond 213 in twee afzonderlijke provincies wordt de overlevering fragmentarisch.

## Gouverneurs onder keizers

### Claudius, 43 - 69
- Aulus Plautius, 43 -  47
- Publius Ostorius Scapula, 47 - 52
- Aulus Didius Gallus, 52 -  57
- Quintus Veranius Nepos, 57 - 57
- Gaius Suetonius Paulinus, 58 -  62
- Publius Petronius Turpilianus, 62 -  63
- Marcus Trebellius Maximus, 63 -  69

### Vespasianus,TitusenDomitianus, 69 - rond 97
- Marcus Vettius Bolanus, 69 -  71
- Quintus Petillius Cerialis,  71 -  74
- Sextus Julius Frontinus, 74 -  78 ook een militair schrijver
- Gnaeus Julius Agricola, 78 -  84 veroveraar van Caledonia
- Sallustius Lucullus, (onzeker) 84 -  circa 89
- Aulus Vicirius Proculus, ... 93 ...
- Publius Metilius Nepos, (onzeker) circa 96 - circa 97

### Trajanus, 97 - 118
- Tiberius Avidius Quietus, circa 97 - circa 101
- Lucius Neratius Marcellus, circa 101 - circa 103
- Onbekend, circa 103 - 115
- Marcus Appius Bradua, (onzeker) 115 -  118

### Hadrianus, 118 - rond 135
- Quintus Pompeius Falco, 118 -  122
- Aulus Platorius Nepos, 122 - circa 125
- Trebius Germanus, (onzeker) omstreeks 127
- Sextus Julius Severus, omstreeks 131 - omstreeks 133
- Publius Mummius Sisenna, (onzeker) omstreeks 133 - omstreeks 135 of later

### Antoninus Pius,Marcus Aurelius,Commodusen opvolgers, rond 138 - rond 197
- Quintus Lollius Urbicus, omstreeks 138 - omstreeks 144
- Gnaeus Papirius Aelianus, omstreeks 145 - omstreeks 147
- Onbekend, omstreeks 147 - omstreeks 154
- Gnaeus Julius Verus, omstreeks 154 - omstreeks 158
- Longinus, omstreeks 158-  161
- Marcus Statius Priscus, omstreeks 161 - omstreeks 162
- Sextus Calpurnius Agricola, omstreeks 163 - omstreeks 166
- Onbekend, omstreeks 166 -  175
- Quintus Antistius Adventus, omstreeks 175 - omstreeks 178
- Caerellius Priscus, (onzeker) omstreeks 180 - omstreeks 181
- Ulpius Marcellus, omstreeks 181 - omstreeks 185
- Publius Helvius Pertinax, omstreeks 185 - omstreeks 187, latere Romeinse keizer
- Onbekend, omstreeks  187 - omstreeks 191
- Decimus Clodius Albinus, omstreeks 191 - omstreeks 197 keizerlijk usurpator

### Septimius Severus, 197 - rond 207
- Virius Lupus, 197 - omstreeks 201
- Marcus Antius Crescens Calpurnianus, omstreeks 202 (handelend gouverneur)
- Gaius Valerius Pudens, omstreeks 202 - omstreeks 205
- Lucius Alfenus Senecio, omstreeks 205 - omstreeks 207

Sommige bronnen vermelden nog een verdere gouverneur, een tweede Ulpius Marcellus. Hij zou een zoon van de eerste Ulpius Marcellus zijn geweest en rond 211 actief zijn geweest. Dit blijkt echter te zijn gebaseerd op een verkeerd gedateerde inscriptie. Het wordt nu algemeen aanvaardt dat deze inscriptie naar de eerdere Ulpius Marcellus verwijst. De twee zonen van keizer Septimius Severus, Caracalla en Publius Septimius Geta waren tijdens en onmiddellijk na hun vaders campagnes die plaatsvonden tussen 208 en 211 tot op zekere hoogte in het bestuur van de provincie actief.

## Splitsing in Britannia Superior en Inferior rond 213
Deze lijst gaat ervan uit dat de splitsing in Britannia Superior en Britannia Inferior van 213 of een jaar of twee eerder dateert.

### Britannia Superior, rond 223 - 255
- Tiberius Julius Pollienus Auspex, in de periode omstreeks 223 -  226
- Gaius Junius Faustinus Postumianus
- Rufinus
- Marcus Martiannius Pulcher
- Titus Desticius Juba, in de periode  253 - 255

### Britannia Inferior, 213 - 269
- Gaius Julius Marcus, in 213
- Marcus Antonius Gordianus, in 216
- Modius Julius, in 219
- Tiberius Claudius Paulinus, omstreeks 220
- Marius Valerianus, 221 - 222/223
- Claudius Xenophon, 223
- Maximus, in 225
- Claudius Apellinus, in de periode 222 - 235
- Calvisius Rufus, in de periode 222 - 235
- Valerius Crescens Fulvianus, in de periode 222 - 235
- Tuccianus in 237
- Maecilius Fuscus, in de periode  238 - 244
- Egnatius Lucillianus, in de periode  238 - 244
- Nonius Philippus, in 242
- Octavius Sabinus, in de periode 260 - 269 (onder het Gallische keizerrijk)

## Verdere opdeling van de Britannia's na 290
Bij de wederopname van Britannia in het Romeinse Rijk werd het eiland door Diocletianus als Romeins diocees verder opgedeeld, dit keer in vier afzonderlijke provincies, Maxima Caesariensis in het zuidoosten met als hoofdstad Londen, Flavia Caesariensis in het oosten (hoofdstad Lincoln), Britannia Secunda in het noorden (hoofdstad York) en Britannia Prima in het westen (inclusief het hedendaagse Wales, hoofdstad Cirencester). Een vijfde provincie Valentia kan ook nog kort hebben bestaan, waarschijnlijk in het noorden. Elke provincie had een gouverneur van ridderlijke rang (een praeses). Zij stonden onder toezicht van een vicarius. Later in de vierde eeuw moest de gouverneur van Maxima Caesariensis van consulaire rang zijn. De onderstaande namen zijn de weinige die uit die tijd, die bijna 100 jaar besloeg tot omstreeks 408, bewaard zijn gebleven. In 408 trokken de Romeinen zich uit Britannia terug. 

### Vicarii, rond 319 - 406
- Pacatianus, omstreeks 319
- Flavius Martinus, omstreeks 353
- Alypius van Antiochië, 361-363 snel na Martinus.
- Civilis, 369
- Victorinus mogelijk in de periode 395 - 406
- Chrysanthus mogelijk in de periode 395 - 406

### Gouverneurs
- Aurelius Arpagius (mogelijk in Britannia Secunda) in de periode 296 - 305
- Flavius Sanctus midden vierde eeuw
- Lucius Septimius (Britannia Prima) onbekend wanneer.

## Andere leiders in het Romeinse Britannia

### Usurpators en in Britannia wonende leiders van het West-Romeinse Rijk
- omstreeks 278, een onbekende gouverneur en rebel die snel  werd verslagen.
- Carausius, in Britannia gevestigde keizer, 286 - 293
- Allectus, opvolger van Carausius, 293 - 296
- Magnentius rebellerend keizer van een groot deel van West-Europa, 350 – 353
- Een tweede Carausius, door historici Carausius II genoemd, heeft mogelijk tussen 354 and 358 een poging tot usurpatie ondernomen
- Magnus Maximus als keizer van het westen uitgeroepen door Theodosius I, 383 – 388
- Marcus, tot keizer uitgeroepen door het Britse leger, 406
- Gratianus, in Britannia gevestigde keizer, 407
- Constantijn III, een Britse soldaat die usurpator in het Westen werd.

### Militaire leiders
- Dux Britanniarum
- Comes Britanniarum
- Graaf van de Saksische kust